# Estació de Thézy-Glimont
L'estació de Thézy-Glimont és una estació ferroviària situada al municipi francès de Thézy-Glimont (al departament del Somme).
És servida pels trens del TER Picardie.
| Provinença | Estació anterior | Línia        | Estació següent | Destinació |
| ---------- | ---------------- | ------------ | --------------- | ---------- |
| Amiens     | Boves            | TER Picardie | Moreuil         | Compiègne  |